# Alliance Sport Alsace
El Alliance Sport Alsace, también conocido como ASA, es un equipo de baloncesto francés con sede en la ciudad de Gries, que compite en la Pro B, la segunda competición de su país. Disputa sus partidos en la Salle des Sept Arpents, situada en Gries y con capacidad para 632 espectadores y en el Espace Sport La Forêt, situado en Souffelweyersheim y con capacidad para 1.450 espectadores.

## Historia
El club fue creado en 2021, nació de la alianza de cinco clubes alsacianos: BC Souffelweyersheim, BC Gries-Oberhoffen, BC Nord Alsace (que agrupa las localidades de Haguenau, Reichshoffen y Niederbronn-les-Bains), Weyersheim BB y Walbourg-Eschbach Basket. Solo Souffelweyersheim y Gries-Oberhoffen, que jugaban en la Pro B en el momento de la alianza, tenían equipos profesionales.
El primer entrenador de la ASA fue Stéphane Eberlin, anterior entrenador de Souffelweyersheim.

## Trayectoria
| Temporada | Nivel | Liga  | Pos. | G/P   | PL  | Resultado        | Copa de Francia |
| --------- | ----- | ----- | ---- | ----- | --- | ---------------- | --------------- |
| 2021-22   | 2     | Pro B | 9.º  | 16-18 | 3-3 | Semifinales      | Ronda de 64     |
| 2022-23   | 2     | Pro B | 9.º  | 17-17 | -   | -                | Ronda de 32     |
| 2023-24   | 2     | Pro B | 8.º  | 17-17 | 1-2 | Cuartos de final | Ronda de 64     |

## Entrenadores
- 2021-2022:  Stéphane Eberlin
- 2022-2023:  Julien Espinosa
- Desde 2023:  Nebojša Bogavac

## Jugadores destacados
| - Jamar Diggs (2022-2023) - Clay Mounce (2023-2024) - Marquis Wright (2021-2022) - Yohan Choupas (2023-2024) - Carl Ponsar (2023-) |  | - Anthony Racine (2021-2023) - Strahinja Gavrilovic (2022-2023) - / Tom Digbeu (2022-2023) - / Obi Enechionyia (2021-2022) - / Zimmy Nwogbo (2022-2024) |